# Timoteo Zambrano
Timoteo Zambrano Guedez (estado Lara, Venezuela, 21 de agosto de 1954) es un político venezolano. Es actualmente diputado a la Asamblea Nacional de Venezuela y al Parlasur.

## Carrera política
Ingresó en la política militando en el partido socialdemócrata Acción Democrática (AD), siendo en 1998 elegido diputado por ese partido al Congreso Nacional. En 1999, como senador y secretario general de AD entonces, expresó con respecto a la disolución del Congreso: «Estamos ante una dictadura que está soportada en el seno de la Asamblea».
Se destacó como opositor al gobierno de Hugo Chávez, conformó la coalición Coordinadora Democrática que aglutinaba a todos los partidos y ONG opositoras, también fue miembro de la mesa de negociación y acuerdo entre el oficialismo y la oposición, promovida por la Organización de Estados Americanos (OEA), durante el paro petrolero de diciembre de 2002 y cuyas negociaciones sentaron a ambos factores en una mesa conjunta.
Se separó de AD y se integró en el partido Alianza Bravo Pueblo en el año 2004, un antiguo cisma del propio AD, sin embargo en este partido no duraría mucho, cesó en sus funciones como diputado a principios del año 2006, poco después ingresa en Polo Democrático, conformado por parlamentarios socialdemócratas, este partido se disuelve en 2007 para integrar incluyendo al propio Zambrano en la organización Un Nuevo Tiempo fundado por el entonces gobernador de una de las más importantes regiones del país como lo es el estado Zulia, Manuel Rosales. Se presentó como candidato lista al Parlamento Latinoamericano, en las elecciones a celebrarse en septiembre de 2010, encabezando la lista postulada por la coalición opositora Mesa de la Unidad Democrática.
En 2018 anunció que se separó de UNT para unirse al movimiento Prociudadanos, donde fue designado secretario general. Posteriormente en mayo del mismo año decide dejar la organización política para fundar el partido Cambiemos Movimiento Ciudadano, y anexarse a la coalición política Concertación por el Cambio, del excandidato presidencial Henri Falcón.